# Nigeria we hail thee
Nigeria, We Hail Thee è l'inno nazionale della Nigeria. Già in uso dall'indipendenza nel 1960 fino al 1 Ottobre 1978, è stato ufficialmente riadottato il 29 Maggio 2024, rimpiazzando il precedente Arise, O Compatriots.

## Testo (in inglese)
Nigeria, we hail thee,
Our own dear native land,
Though tribe and tongue may differ,
In brotherhood we stand
Nigerians all, are proud to serve
Our sovereign Motherland.
Our flag shall be a symbol
That truth and justice reign,
In peace or battle honoured,
And this we count as gain,
To hand on to our children
A banner without stain.
O God of all creation,
Grant this our one request:
Help us to build a nation
Where no man is oppressed,
And so with peace and plenty
Nigeria may be blessed.

## Storia
"Nigeria, We Hail Thee" fu adottato come inno nazionale il primo Ottobre 1960.
Autore del testo fu Lillian Jean Williams, cittadino Britannico che viveva in Nigeria al tempo dell'Indipendenza, mentre Frances Benda compose la musica per "Nigeria, We Hail Thee." Il componimento rimase in uso come inno nazionale fino alla sostituzione, nel 1978, con "Arise, O Compatriots".
Il 23 Maggio 2024, l'Assemblea Nazionale ha passato una contestata proposta di legge per abrogare "Arise, O Compatriots" e ripristinare "Nigeria, We Hail Thee". La proposta è stata firmata dal Presidente Bola Tinubu il 29 Maggio 2024.

## Critiche
Fin dall'adozione nel 1960, il nuovo inno nazionale è fonte di controversia. Il Daily Service, giornale dell'organizzazione Yoruba Egbé Ọmọ Odùduwà, lanciò una compagna a sfavore, portando all'istituzione di una commissione incaricata per una raccolta firme.
Alla sua riadozione nel 2024, ancora una volta è stato oggetto di critiche, sia per la mancata consultazione pubblica riguardo l'approvazione della legge che ne ripristinasse l'uso, sia come questione non prioritaria per l'amministrazione Bola Tinubu. L'ex ministro per l'educazione Oby Ezekwesili ha messo in discussione l'appropriatezza dell'inno a causa della presenza di espressioni "peggiorative" come "native land" e "tribes" e che avrebbe continuato a cantare Arise, O Compatriots quale inno nazionale.
Ha circolato online un video dell'attivista Aisha Yesufu in cui rifiuta di intonare "Nigeria, We Hail Thee" quale nuovo inno nazionale.
Mohammed Tahir Monguno, a capo della commissione parlamentare in favore della riadozione dell'inno, ha definito il cambio "appropriato, in tempo e importante", mentre Tinubu ha dichiarato che l'inno simboleggia la diversità della Nigeria.